# El Tarra
El Tarra est une municipalité située dans le département de Norte de Santander en Colombie.